# Luca Gansser
Luca Gansser (* 27. August 1945 in Bogotá, Kolumbien; † 22. Juni 2019) war ein Schweizer Maler und Bildhauer.
Er war der Sohn des Schweizer Geologen und Forschers Augusto Gansser und seiner Frau Lina Biaggi und der Bruder der Fotografin Ursula Markus.
Die Kunstgewerbeschule brach Gansser ab. Er studierte in Bhutan die Thangka-Malerei und kreierte einen „mystisch-phantastisch anmutenden Stil“. Seine Arbeiten lassen sich nur schwer einordnen, so sei er, laut einer Beschreibung anlässlich einer Ausstellung 2002, weder ein reiner Surrealist, noch könne man seine Malerei als „art fantastique“ bezeichnen. Bei seinen Bildern und Skulpturen wurde er durch die fernöstliche Mythologie beeinflusst. Am häufigsten verwendete er die Farben Safran und Gold. Seit 1970 zeigte er seine Werke weltweit in Ausstellungen. Auch Szenenbilder für Film und Theater und Illustrationen von Büchern entwarf er.

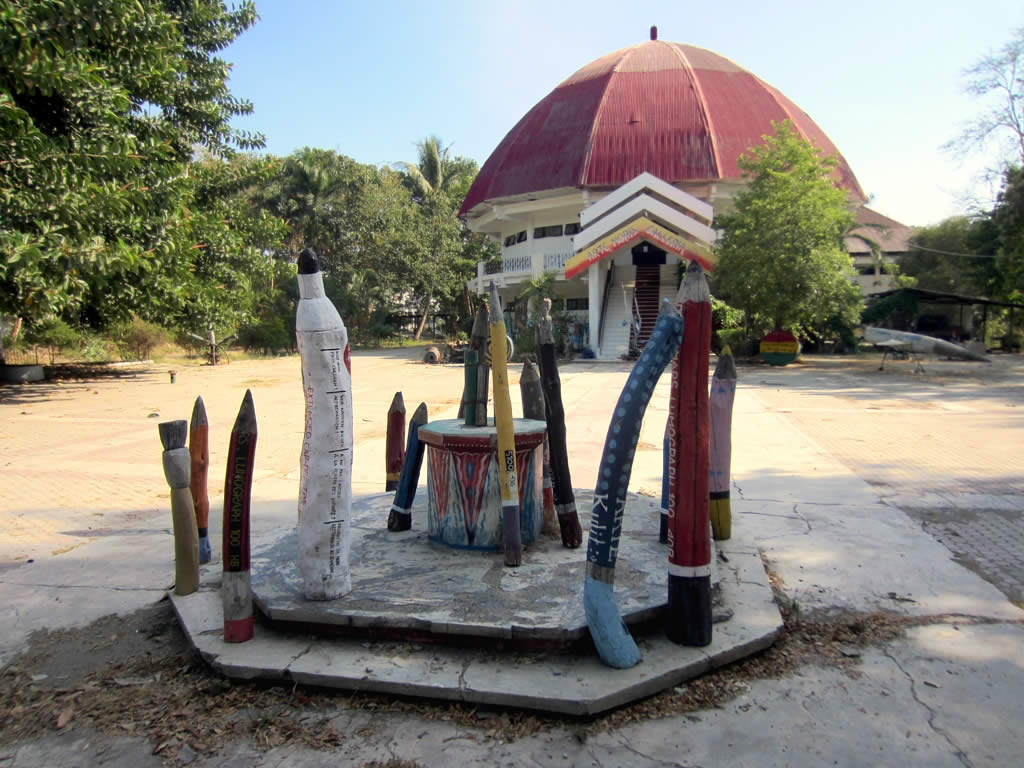
Arte Moris

Gansser lebte von 1970 bis 1973 in Mexiko und anschließend in der Toskana. Ab 1980 hielt er sich in Mexiko, Südamerika, Kanada und Australien auf, bevor er sich 1982 in Lugano niederließ, wo er als Maler und Bühnenbildner tätig war. 1987 begann er erneut, die Welt zu bereisen. In Soweto führte er Kunst-Workshops durch, da er den kulturellen Boykott des Landes während der Apartheid ablehnte. Längere Zeit bereiste Gansser den Mergui-Archipel in Myanmar. Zusammen mit seiner deutschen Frau Gabriela gründete Luca Gansser im Februar 2003 in Osttimor die Kunstschule, Kulturzentrum und Künstlervereinigung Arte Moris („Lebendige Kunst“), nur neun Tage nach der Entlassung des Landes in die Unabhängigkeit. Kostenlos erhalten hier timoresische Jugendliche Kunstunterricht und Ausstellungen werden präsentiert. Gansser arbeitete als Direktor von Arte Moris. Arte Moris wird als das Herz der Kulturszene Osttimors bezeichnet.

## Veröffentlichungen
- Jacques Ivanoff und Thierry Lejard, in Zusammenarbeit mit Luca und Gabrielle Gansser: A journey through the Mergui Archipelago, Bangkok 2002.
- Luca Gansser; Studio d'arte Harry Zellweger (Carabietta): Il trans-nomadismo di Luca Gansser : Studio d'arte Harry Zellweger, Casa "La Baracca", Carabiette/Lugano, 8 settembre – 29 settembre 1991, Lugano 1991.
- Luca Gansser: Angkor Mio and Works in Kuk-Kak, 96/97, Bangkok 1997.